# Llei valenciana de serveis socials
La Llei valenciana de serveis socials és una llei aprovada per les Corts Valencianes el 2019 que dona als serveis socials la consideració de serveis essencials i d'interés general posant-los al mateix nivell que l'educació i la sanitat, tenint la garantia de destinació pressupostària. La norma regula "tant l'atenció primària com la de caràcter residencial i inclou la creació de l'Institut Valencià de Formació, Qualitat i Recerca en Serveis Socials per a promoure la qualitat en els serveis, prestacions i recursos humans de la xarxa pública".
Per al borrador de la llei hi participaren professionals i entitats públiques i privades.
El 13 de juliol de 2018 el ple del Consell valencià va aprovar el Projecte de Llei de Serveis Socials Inclusius de la Comunitat Valenciana.
El novembre de 2018, Podem presentà 80 esmenes introduint més participació ciutadana i crear un "dispositiu d'urgència social […] permanent i nocturn".
EL 25 de gener de 2019 les Corts Valencianes votaren les 57 esmenes que s'havien de tornar a votar més l'articulat de la llei. La votació repetida es va fer perquè el PPCV veia irregularitats en la manera que fou votat l'altra vegada (el 23 de gener de 2019, afirmant que no donava temps a estudiar totes les esmenes aportades) amenaçant de portar la iniciativa legislativa al Tribunal Constitucional per vulneració dels drets de tramitació. Malgrat la repetida votació, el PPCV continuà dient que la portaria al Tribunal Constitucional.
L'aprovació es va realitzar el 30 de gener de 2019 al Ple de les Corts Valencianes amb 59 vots a favor (PSPV, Compromís i Podem), 30 en contra (Partit Popular de la Comunitat Valenciana) i 8 abstencions (secció valenciana de Ciutadans).
El Tribunal Constitucional va admetre a tràmit el recurs presentat pel Partit Popular contra la llei per considerar-la que havia sigut tramitada de manera regular.